# Campyloneurus
Campyloneurus is een insectengeslacht dat behoort tot de orde vliesvleugeligen (Hymenoptera) en de familie van de schildwespen (Braconidae). De wetenschappelijke naam werd voor het eerst geldig gepubliceerd door Győző Szépligeti in 1900. Szépligeti beschreef tevens de soort Campyloneurus bicolor, die aan Astrolabe Bay (aan de kust van de Bismarckzee in het tegenwoordige Papoea-Nieuw-Guinea) was verzameld door Lajos Biró.
Dit geslacht komt ook voor in Indonesië, Sri Lanka, Taiwan en China, tot in de Riukiu-eilanden van Japan.

## Soorten
Deze lijst van 99 stuks is mogelijk niet compleet.
- C. albicans Enderlein, 1920
- C. alkmaarensis Cameron, 1911
- C. angulosus (Enderlein, 1920)
- C. apicalis (Enderlein, 1920)
- C. ater Szepligeti, 1900
- C. australiensis (Szepligeti, 1901)
- C. basalis Szepligeti, 1906
- C. basiornatus Cameron, 1911
- C. batavianus Szepligeti, 1910
- C. bicarinatus (Enderlein, 1920)
- C. bicolor Szepligeti, 1900
- C. biplicatus Roman, 1915
- C. brevistriolatus Cameron, 1911
- C. brunneomaculatus (Cameron, 1903)
- C. camerunus Szepligeti, 1914
- C. campbelli (Cameron, 1907)
- C. carinogastra Ramakrishna Ayyar, 1928
- C. cilles (Cameron, 1904)
- C. cingulicauda Enderlein, 1920
- C. concolor (Szepligeti, 1901)
- C. consimilis (Enderlein, 1920)
- C. crassipes (Smith, 1858)
- C. crassitarsis (Cameron, 1903)
- C. cultricaudis Cameron, 1911
- C. durbanensis (Cameron, 1906)
- C. elegans Szepligeti, 1914
- C. emaillatus Fahringer, 1931
- C. enderleini Fahringer, 1931
- C. erythrothorax Szepligeti, 1908
- C. exoletus (Smith, 1858)
- C. firmus (Cameron, 1900)
- C. flavicosta (Enderlein, 1920)
- C. flavimarginatus (Enderlein, 1920)
- C. fulvipennis Szepligeti, 1908
- C. fuscipennis Szepligeti, 1915
- C. gibbiventris Enderlein, 1920
- C. haragamensis (Cameron, 1905)
- C. heterospilus Cameron, 1911
- C. heuvelensis Cameron, 1911
- C. hindostanus (Smith, 1873)
- C. hirpinus (Cameron, 1903)
- C. hirtipes Szepligeti, 1914
- C. impressimargo Enderlein, 1920
- C. insulicolus Cameron, 1911
- C. itea (Cameron, 1897)
- C. kirbyi (Cameron, 1905)
- C. lacciphagus Shenefelt, 1978
- C. latesuturalis Turner, 1919
- C. latispeculum Enderlein, 1920
- C. limbaticauda (Enderlein, 1920)
- C. lineaticaudis Cameron, 1911

- C. liogaster Szepligeti, 1914
- C. maculiceps Szepligeti, 1914
- C. maculistigma Enderlein, 1920
- C. manni Fahringer, 1928
- C. marginiventris Enderlein, 1920
- C. maynei (Cameron, 1912)
- C. mediator (Cameron, 1906)
- C. melanosoma Szepligeti, 1908
- C. melas (Szepligeti, 1901)
- C. meridionalis (Cameron, 1906)
- C. nigricosta Enderlein, 1920
- C. nigrithorax Fahringer, 1931
- C. pallidus Roman, 1914
- C. persimilis Szepligeti, 1914
- C. phosphor (Brues, 1924)
- C. pilitarsis Cameron, 1911
- C. praeclarus Turner, 1918
- C. praepotens Turner, 1918
- C. profugus Turner, 1918
- C. punctativentris Enderlein, 1920
- C. quadrifasciatus Cameron, 1911
- C. radiator (Brues, 1926)
- C. resolutus (Cameron, 1909)
- C. reticulatus Enderlein, 1920
- C. rotundatus Szepligeti, 1908
- C. rubrituberculatus Cameron, 1911
- C. rufus Szepligeti, 1911
- C. rugosus (Szepligeti, 1901)
- C. saitis (Cameron, 1909)
- C. serenans Enderlein, 1920
- C. serenimanus (Enderlein, 1920)
- C. sexfasciatus (Cameron, 1912)
- C. sikkimensis (Cameron, 1907)
- C. similis Szepligeti, 1913
- C. speculiger Enderlein, 1920
- C. spilopus (Cameron, 1905)
- C. striatus (Szepligeti, 1900)
- C. striolatus Szepligeti, 1914
- C. suspectus (Brues, 1926)
- C. tenuilineatus Cameron, 1911
- C. tibialis Enderlein, 1920
- C. transiens Szepligeti, 1911
- C. tricarinatus (Enderlein, 1920)
- C. trispeculatus Enderlein, 1920
- C. umbratilus (Cameron, 1899)
- C. undicuneus Enderlein, 1920
- C. wissmanni Fahringer, 1935
- C. xanthurus Fahringer, 1935